# Aheront (bog)
Aheront (grč. Αχέρων, Akhérôn) u grčkoj mitologiji bog je koji čuva rijeku Aheront u grčkoj mitologiji.